# Сомано
Сомано (итал. Somano) — коммуна в Италии, располагается в регионе Пьемонт, в провинции Кунео.
Население составляет 386 человек (2008 г.), плотность населения составляет 35 чел./км². Занимает площадь 12 км². Почтовый индекс — 12060. Телефонный код — 0173.
Покровителем коммуны почитается святой апостол и евангелист Лука, празднование 21 июня.

## Демография
Динамика населения:

## Администрация коммуны
- Официальный сайт: